# 松江市立湖南中学校
松江市立湖南中学校（まつえしりつ こなんちゅうがっこう）は、島根県松江市浜乃木八丁目にある公立中学校。

## 校区
- 校区は、乃木小学校、忌部小学校の通学区域となっている。

## 学校教育目標
｢豊かな知性と美しい心を持ち、高い理想に逞しく邁進する人間の育成｣
- 豊かな知性…視野の広い生徒(知力)
- 美しい心…真心のある生徒(徳力)
- 逞しく邁進する…たくましい生徒(体力)

## 部活動
- サッカー(男女)
- 野球(男女)
- バスケットボール(男・女)
- ソフトテニス(男・女)
- 陸上(男女)
- 卓球(男・女)
- 水泳(男女)
- 剣道(男女)
- バレー(女子)
- 柔道(男女)
- 吹奏楽(男女)
- 美術(男女)

部活動名(男・女)…男女別々に活動
部活動名(男女)…男女一緒に活動
平成27年度末まで理科部が存在したが、生徒数の減少により廃部になった。

## 参考
現在は男女別の体力作りは廃止
- 日替わりで男女交代で掃除と体力作りが行われていたが生徒数の減少により廃止。
- 現在、男女関係なく全員一斉清掃にかわっている。
- 体育授業時に体力作りが行われている。

## 著名な出身者
- 白根尚貴（プロ野球選手、横浜DeNAベイスターズ）
- 足立修（元サッカー選手、元京都パープルサンガ） - 現サンフレッチェ広島強化部スカウト。
- 小村徳男（元サッカー日本代表選手、元ガイナーレ鳥取）
- 石原慎也（Saucy Dog ボーカル）